# Charles Collins (actor)
Charles Collins (7 de enero de 1904 – 26 de junio de 1999), fue un cantante y actor de nacionalidad estadounidense. Fue particularmente conocido por su trabajo en el teatro musical, aunque también actuó en teatro convencional, cine y televisión.

## Biografía
Su nombre completo era Charles Clyde Collins y nació en Frederick, Oklahoma. Debutó en el circuito de Broadway en 1927 con la pieza de Harry Akst Artists and Models. Siguió actuando en diferentes producciones en Broadway en los años 1930, entre ellas Ripples (1930), durante la cual conoció a Dorothy Stone, con la cual se casó en Londres el 12 de septiembre de 1931.
Protagonizó Smiling Faces (1932), Say When (1935), Conjur Man Dies (1936), Macbeth (1936) y Sea Legs (1937) (con Stone). En esa  época también empezó a actuar en musicales producidos en Hollywood, el primero de ellos Shave It with Music en 1932 (junto a Stone). Otros papeles fueron el de Baxter en Paree, Paree (1934, con Dorothy Stone y Bob Hope) y el de Jonathan Pride en Dancing Pirate (1936). También grabó música para la película de 1934 Those Were the Days.
En la década de 1940 Collins actuó en dos cintas: Syncopation (1942) y Swing Hostess (1944). Grabó la canción "Don't Dilly Dally on the Way" para la producción de 1946 London Town. Volvió a Broadway en 1945 para encarnar a Boris Kolenkhov en You Can't Take It with You (con Dorothy Stone y Fred Stone), y de nuevo en 1947 con el papel de Gaston en The Red Mill (con Dorothy Stone). 
En 1951 hizo su primera actuación televisiva, como artista invitado en Adventures of Wild Bill Hickok. En la década de 1950 hizo pequeños papeles en otros tres filmes, Confidence Girl (1952), The Steel Trap (1952) y A Blueprint for Murder (1953), tras lo cual su carrera declinó de modo considerable.
Tras una ausencia de Broadway de más de 25 años, Collins volvió a Nueva York en 1973 para su última actuación teatral, en  el musical Shelter. Más adelante trabajo como regidor teatral para el musical Platinum.
Charles Collins falleció en Montecito, California, en el año 1999, a causa de las complicaciones surgidas tras una neumonía.

## Filmografía (selección)
- 1932 : Shave It with Music, de Kenneth S. Webb
- 1934 : Paree, Paree, de Roy Mack
- 1936 : Dancing Pirate, de Lloyd Corrigan
- 1942 : Syncopation, de William Dieterle
- 1944 : Swing Hostess, de Sam Newfield
- 1952 : Confidence Gir, de Andrew L. Stone
- 1952 : The Steel Trap, de Andrew L. Stone
- 1953 : A Blueprint for Murder, de Andrew L. Stone
- 1978 : El mago, de Sidney Lumet